# Auguste Clésinger

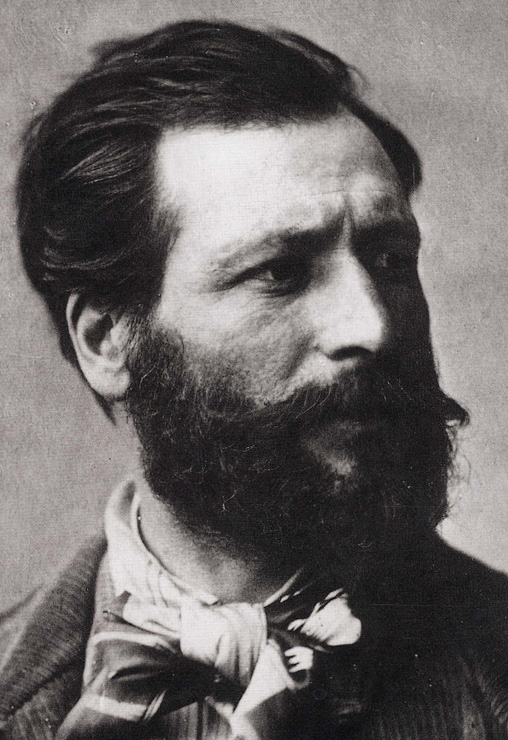
Auguste Clésinger

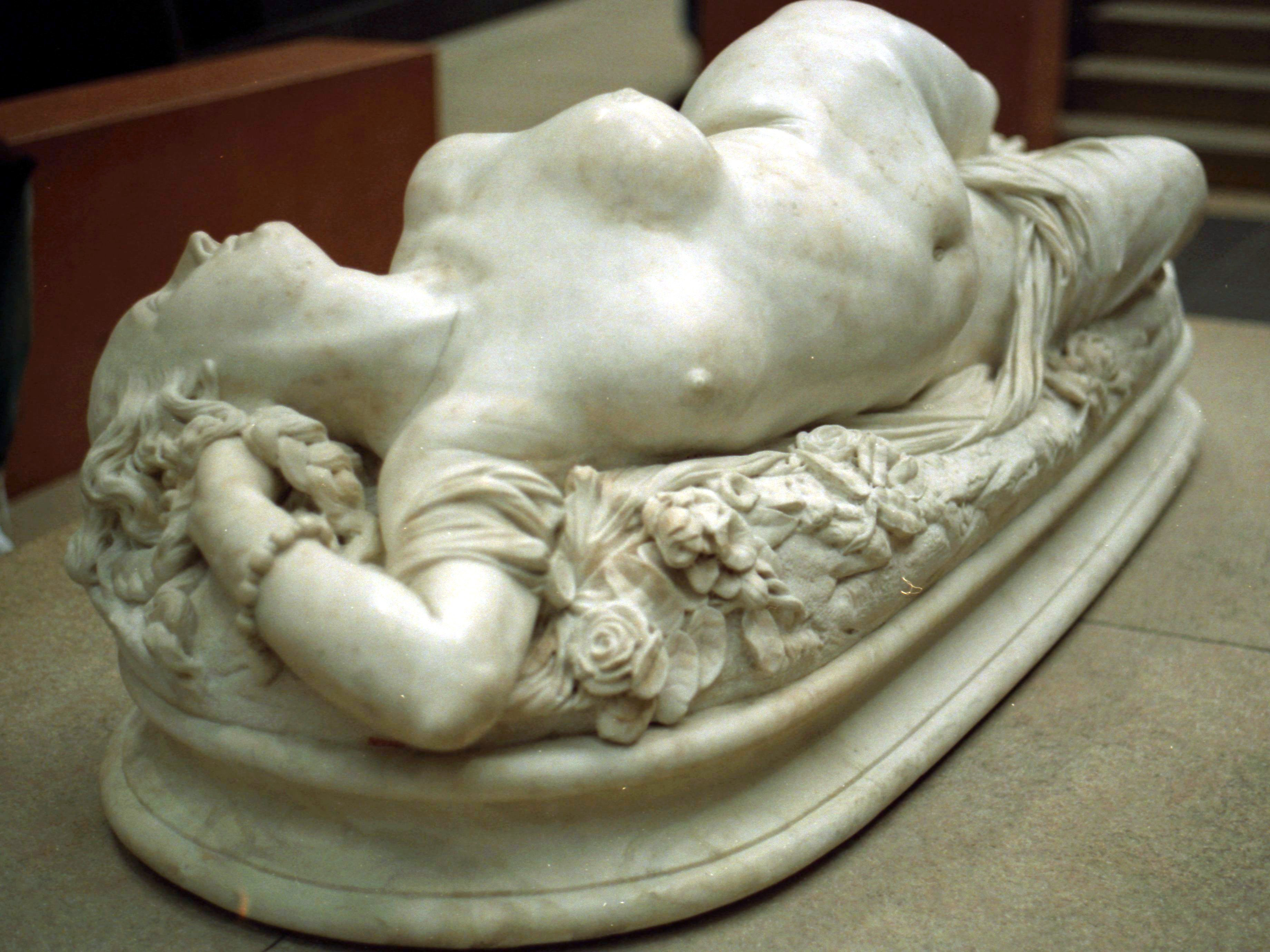
Die von einer Schlange gebissene Frau, Marmor, 1847, Musée d’Orsay, Paris

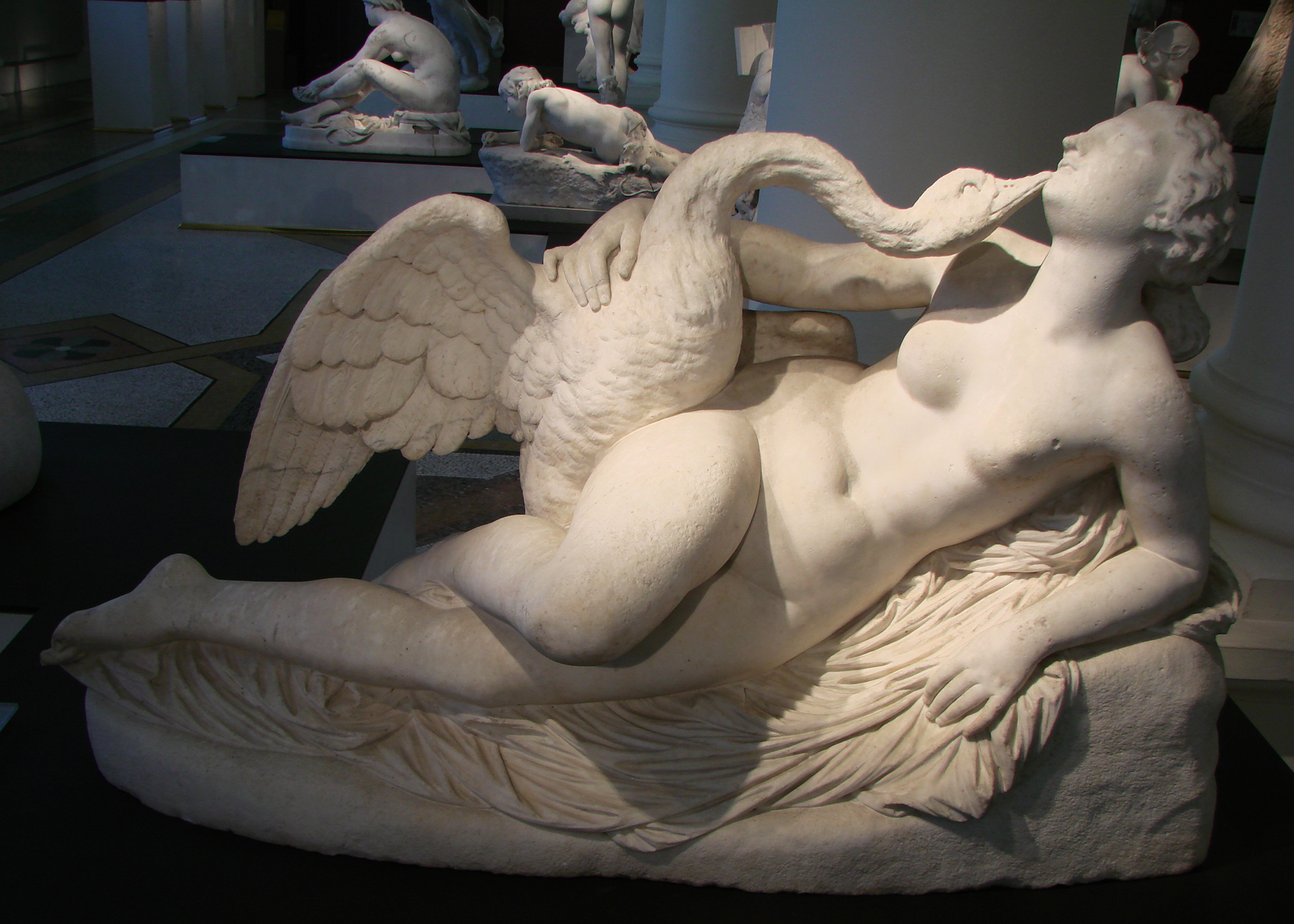
Leda und der Schwan, Musée de Picardie, Amiens

Jean-Baptiste Auguste Clésinger (* 22. Oktober 1814 in Besançon; † 5. Januar 1883 in Paris) war ein französischer Bildhauer.

## Leben
Auguste Clésinger wurde 1814 als Sohn des Bildhauers Georges-Philippe Clésinger geboren. Der Vater unterrichtete an der École des Beaux-Arts in Besançon, wo auch der junge Clésinger studierte. Außerdem war Auguste Schüler von Bertel Thorwaldsen. Seine erste Ausstellung im Pariser Salon hatte er 1843 mit einer Büste von Jules de Valdahon.
Aufsehen erregte aber seine Arbeit im Salon von 1847, eine Skulptur von einer jungen Frau, die von einer Schlange gebissen wurde. Das Werk erregte künstlerisch und öffentlich einen Skandal. Der Künstler hatte einen Gipsabdruck von seinem Modell Apollonie Sabatier (1822–1890) erstellt und dieses dann in Marmor gearbeitet. Das Werk stellt eine sich unter Schmerzen windende Frau dar, die von einer Schlange gebissen wurde. Die Skulptur ist so lebensecht, dass selbst die Cellulite des Oberschenkels sichtbar ist. Der direkt auf dem Körper vorgenommene Abguss war im 19. Jahrhundert künstlerisch umstritten, da man den Bildhauern, die mit dieser Technik arbeiteten, mangelnde künstlerische Arbeit und Rechtschaffenheit vorwarf. So sah Eugène Delacroix in Clésingers Statue lediglich eine „Daguerreotypie der Bildhauerei“. Die üppigen weiblichen Formen, deren Realismus das Publikum des Salons schockierte, sind jedoch mit traditionelleren Elementen vermischt: Das idealisierte Gesicht und der mit Blumen bedeckte Sockel machen die Marmorstatue zu einem „perfekten Beispiel für den Eklektizismus in der Bildhauerei“.
In den 1840er-Jahren lernte Clésinger George Sand und Frédéric Chopin kennen und begann mit beiden eine intensive Freundschaft. Von Chopin durfte Clésinger auf dem Sterbebett des Musikers eine Totenmaske und einen Abdruck der Hände fertigen. Für Chopins Grab auf dem Friedhof Père-Lachaise schuf er auch eine Skulptur der Euterpe.
1847 heiratete Clésinger Sands Tochter Solange Dudevant. Doch die Ehe stand unter keinem guten Stern, denn Clésinger war hoch verschuldet und erhoffte sich eine finanziell glänzende Partie, was jedoch nicht zutraf. 1849 bekam das Paar eine Tochter, die allerdings 1855 verstarb. Kurz zuvor hatten sich Auguste und Solange Clésinger getrennt.
1864 wurde Clésinger Mitglied der Société Générale de Photosculpture und 1867 deren Leiter. Die Société war ein Zusammenschluss von Künstlern, die mit lebensechten Darstellungen arbeiteten.
Clésinger starb 1883 in Paris und wurde auf dem Friedhof Père Lachaise beigesetzt.

## Ehrungen
1849 wurde Clésinger Ritter der Ehrenlegion, 1864 zum Offizier ernannt.